# اریک سانچز
اریک سانچز (انگلیسی: Érick Sánchez؛ زادهٔ ۲۷ سپتامبر ۱۹۹۹) بازیکن فوتبال اهل مکزیک است.
از باشگاه‌هایی که در آن بازی کرده‌است می‌توان به باشگاه فوتبال پاچوکا اشاره کرد.
وی همچنین در تیم‌های ملی فوتبال زیر ۲۳ سال مکزیک و مکزیک بازی کرده‌است.